# Тауэлл, Ричи
Ри́чард Па́трик (Ри́чи) Та́уэлл (англ. Richard Patrick "Richie" Towell; род. 17 июля 1991 или 17 июня 1991, Дублин) — ирландский футболист, полузащитник.

## Клубная карьера
Первым клубом Ричи стал местный коллектив «Крамлин Юнайтед». В 2007 году Тауэлл своей игрой привлёк внимание шотландского «Селтика», представители которого предложили ирландцу продолжить своё спортивное образование в Академии «бело-зелёных». Ричи ответил согласием на такую перспективу и в том же году был зачислен в состав юных «кельтов». В 2010 году полузащитник помог команде своего возраста оформить «золотой дубль» — выиграть турнир юношеских команд Премьер-лиги и стать обладателем Юношеского кубка Шотландии. 1 августа того же года Тауэлл подписал с «Селтиком» свой первый профессиональный контракт.
Дебют Ричи за первую команду «кельтов» состоялся 27 ноября 2010 года, когда он вышел на замену вместо Йоса Хойвелда на 57-й минуте поединка против «Инвернесс Каледониан Тисл». Через восемь минут Тауэлл сделал голевой пас нападающему Пэдди Маккорту. Матч закончился вничью — 2:2.
25 января 2011 года по арендному соглашению до конца сезона 2010/11 ирландец перебрался в эдинбургский «Хиберниан». Уже на следующий день Тауэлл дебютировал в составе «хибс», отыграв полный матч против клуба «Рейнджерс». Ричи пришёлся ко двору эдинбургскому коллективу, регулярно появляясь в основном составе «Хиберниана». В апреле того же года главный тренер «хибс» Колин Колдервуд высказался в прессе, что хотел бы подписать ирландца на постоянной основе.
3 апреля состоялось эдинбургское дерби, в котором «бело-зелёные» сыграли вничью 2:2 со своими извечными соперниками из «Харт оф Мидлотиан». После матча Ричи заявил, что на протяжении всего поединка фанаты «сердец» оскорбляли его, высмеивая его национальность и вероисповедание. Шотландская футбольная ассоциация за этот проступок вынесла «Хартс» штраф и предупреждение о недопущении подобных инцидентов в будущем. По окончании сезона Ричи вернулся в «Селтик», проведя за «Хиберниан» 16 игр.
25 августа Тауэлл вновь был отдан «хибс» в аренду сроком на футбольный год 2011/12. Через три дня ирландец сыграл первый матч после своего второго пришествия на «Истер Роуд», коим стал поединок с «Харт оф Мидлотиан». 26 ноября Ричи забил свой первый гол в профессиональной карьере, поразив ворота клуба «Сент-Джонстон». Несмотря на это, «Хиберниан» уступил в матче со счётом 1:3. В январе 2012 года появление Тауэлла в стартовом составе «хибс» стало не слишком регулярным из-за нескольких подписаний руководством эдинбургцев более опытных защитников в зимнее трансферное окно. Несмотря на это главный тренер «Хиберниана» Пэт Фенлон признал, что Ричи является «очень талантливым игроком» и «у него есть все шансы вскоре заявить о себе в полный голос в профессиональном футболе».
Летом 2012 года контракт ирландца с «Селтиком» истёк, и он покинул клуб.

## Сборная Ирландии
8 мая 2008 года Тауэлл дебютировал в составе юношеской сборной Ирландии (до 17 лет). В этот день в рамках группового этапа чемпионата Европы среди юношей до 17 лет «парни в зелёном» встречались с ровесниками из Швейцарии. Четыре дня спустя Ричи поучаствовав в поединке с Испанией, сыграл свой второй матч за ирландских юниоров.

## Достижения
«Хиберниан»
- Финалист Кубка Шотландии: 2011/12

Допрофессиональная карьера
«Селтик» (до 19)
- Победитель турнира юношеских команд шотландской Премьер-лиги: 2009/10
- Обладатель Кубка Шотландии для юношеских команд: 2009/10

## Клубная статистика
| Клуб                 | Сезон                | Чемпионат | Чемпионат | Кубок | Кубок | Кубок Лиги | Кубок Лиги | Еврокубки | Еврокубки | Итого | Итого |
| Клуб                 | Сезон                | Игры      | Голы      | Игры  | Голы  | Игры       | Голы       | Игры      | Голы      | Игры  | Голы  |
| -------------------- | -------------------- | --------- | --------- | ----- | ----- | ---------- | ---------- | --------- | --------- | ----- | ----- |
| Селтик               | 2010/11              | 1         | 0         | —     | —     | —          | —          | —         | —         | 1     | 0     |
| Всего за «Селтик»    | Всего за «Селтик»    | 1         | 0         | 0     | 0     | 0          | 0          | 0         | 0         | 1     | 0     |
| Хиберниан            | 2010/11              | 16        | 0         | —     | —     | —          | —          | —         | —         | 16    | 0     |
| Хиберниан            | 2011/12              | 14        | 1         | 1     | 0     | 1          | 0          | —         | —         | 16    | 1     |
| Всего за «Хиберниан» | Всего за «Хиберниан» | 30        | 1         | 1     | 0     | 1          | 0          | 0         | 0         | 32    | 1     |
| Всего за карьеру     | Всего за карьеру     | 31        | 1         | 1     | 0     | 1          | 0          | 0         | 0         | 33    | 1     |

(откорректировано по состоянию на 1 апреля 2012)